# Galina Grigorjeva
Galina Grigorjeva (ukrainisch Галина Григорьєва, ukr. Transkription Halyna Hryhorjewa, russisch Галина Григорьева; *  2. Dezember 1962 in Simferopol) ist eine in Estland lebende ukrainische Komponistin.

## Leben und Werk
Galina Grigorjeva studierte in Simferopol sowie bei Oleksandr Krassotow am Konservatorium von Odessa. 1991 schloss sie ihr Studium bei Juri Falik am Sankt Petersburger Konservatorium ab. Nach der Heirat mit einem Esten studierte sie von 1994 bis 1998 an der Estnischen Musikakademie in Tallinn bei Lepo Sumera.
Grigorjeva lebt heute in der estnischen Hauptstadt als freischaffende Komponistin. Ihr Werk zeichnet sich vor allem durch Bezüge zur orthodoxen Kirchenmusik und früheuropäischer Polyphonie aus. Seit 1994 gehört sie dem Estnischen Komponistenverband (estnisch Eesti Heliloojate Liit) an.

## Auszeichnungen
- 2003: Heino-Eller-Musikpreis
- 2004, 2013: Jahrespreis Estnisches Kulturkapital
- 2014: Orden des weißen Sterns, IV. Klasse
- 2015: Estnischer Musikpreis für die CD In Paradisum[3]

## Kompositionen (Auswahl)
- Poly-phonie (für Klavier, 1998)
- Na ishod (für Chor, Rekorder und drei Triangeln, 1999)
- Con misterio (für Sänger, Rekorder und Musikinstrumente, 2001)
- Recitativo accompagnato (Sonate für Cello solo, gewidmet Allar Kaasik, 2003)
- There is a time for autumn (für sechs Percussionisten, 2004)
- Hocetus (für einen Schlagzeuger, 2004)
- Aria (für Sopran und Streichquartett, 2007)
- Ad infinitum (2008)
- Schwarz-weiß Prelude (für Klavier und Cello, 2009)
- Nox vitae (für gemischten Chor, 2010)